# Edmund Leach
Sir Edmund Ronald Leach (* 7. November 1910 in Sidmouth, England; † 6. Januar 1989 in Cambridge, England) war ein britischer Ethnosoziologe. Er vertrat die eklektizistischere Variante der britischen Social Anthropology.

## Leben
Nach dem Abschluss des Ingenieurstudiums der Elektrotechnik 1933 bewarb sich Edmund Leach bei Butterfield & Swire (heute Swire Pacific Limited), einer der damals führenden britischen Handelsgesellschaften in China. Er wurde angenommen und arbeitete zwischen 1933 und 1936 als "Engineer-in-Business" in China. Er reiste dort viel und kam im Rahmen seiner Arbeit unter anderem nach Peking, Schanghai, Tsingtao und Chongqing. 1936 lernte er in Peking auf einer Feier der britischen Botschaft den amerikanischen Psychologen und Hobbyanthropologen Kilton Steward kennen. Dieser überredete Leach, ihn bei einer Reise zu den Yami auf die Insel Botel Tobago zu begleiten.
Die Reise auf die südlich von Taiwan gelegene Insel beeinflusste Leach nachhaltig und festigte seinen Entschluss, bei seiner Rückkehr nach England Anthropologie zu studieren. 1937 kehrte er nach London zurück und gab seine Stellung bei Butterfield & Swire auf. Über den neuseeländischen Ethnologen Raymond Firth gelangte er zum anthropologischen Seminar der London School of Economics (LSE), das zum damaligen Zeitpunkt von Bronislaw Malinowski geführt wurde.
Edmund Leach unternahm 1938 im Rahmen seines Studiums eine Feldforschung im Irak, die er wegen der angespannten politischen Weltlage und der Sicherheitslage im Irak abbrechen musste. Angestoßen von Noel Stevenson, einem Teilnehmer des anthropologischen Seminars, unternahm er dann 1939 eine Forschungsreise zum Volk der Kachin nach Nordbirma. Seine neunmonatige Forschungsarbeit in den Sinlum Hills zwischen Oktober 1939 und Juni 1940 sollte Grundlage seiner Dissertation werden, aber bei der Flucht vor den anrückenden japanischen Truppen gingen die meisten seiner Unterlagen verloren.
Über die Kontakte von Noel Stevenson gelangte Leach zur Armee und kämpfte die folgenden Jahre als Verbindungsoffizier im Untergrund gegen die japanische Armee, die Birma zu diesem Zeitpunkt besetzt hatte. Dabei halfen ihm besonders die Sprachkenntnisse, die er im Rahmen seiner Forschungsarbeit erworben hatte. 1954 verfasste Edmund Leach aus dem verbliebenen Forschungsmaterial und aus den Erkenntnissen seiner Militärzeit eine Abhandlung über die oszillierenden Gesellschaftsstrukturen der Kachin. Dieses Buch "Political Systems of Highland Burma" zählt heute zu den Klassikern der Politanthropologie.
Leach war bis 1978 Professor an der University of Cambridge. Er wurde 1968 in die American Academy of Arts and Sciences und 1972 in die British Academy aufgenommen.

## Werke

### Political Systems of Highland Burma
Leach untersuchte die Kachin im Hochland von Burma. Es war die erste wirkliche Monographie dieser Region.
Anhand peripherer, tribaler, stratifizierter Gesellschaften studierte Leach die Frage der Dynamik und folgerte, Lokalsysteme (auch in ganz entlegenen Regionen) seien niemals (a) von der Umwelt abgeschottet noch (b) statisch.
Vor Leach schrieben die Ethnologen den Kachin eine einheitliche Kultur und soziale Organisation zu. Die funktionalistische Sozialanthropologie, die zu Leachs Zeit vorherrschte, hatte hingegen ein balanciertes Gleichgewicht angenommen und war von einem einzigen sozialen System ausgegangen, in dem der Ethnograph arbeite.
Leach war einer der ersten britischen Sozialanthropologen (Ethnosoziologen), die über den von Alfred Radcliffe-Brown vertretenen statischen Strukturfunktionalismus hinausgingen.
Er beschrieb die sozialen Strukturen bei den Kachin als zwischen zwei entgegengesetzten Gesellschaftsmodellen oszillierend,
- einem hierarchischen Modell, das auf Häuptlings-Gefolgschafts-Beziehungen beruht und als gumsa-Modell bezeichnet wird
- und einem egalitären Organisationsmodell, das gumlao genannt wird.

Das hierarchische Modell lehnte sich an das theokratische Königtum des Shan-Tales an. Dieses Modell war aber innerlich labil – denn es war bei den Kachin in einem System verankert, bei dem die patrilineages, die Frauen nach außen verheiraten, denjenigen im Rang überlegen sind, die die Frauen akzeptieren. Dem Modell drohten ständig Spaltungen. Die gumsa-Hierarchie musste also ihrer inneren Natur nach zusammenbrechen, wobei sich neue Gruppen abspalteten, die sich nach dem gumlao-Modell organisierten. Dann jedoch wurde das egalitäre System wieder vom hierarchischen gumsa-Modell abgelöst.

### Rethinking Anthropology(1962)
Diese Aufsatzsammlung enthielt Leachs Credo aus den Erfahrungen der Untersuchung bei den Kachin: Wenn man nur Einzelgesellschaften studiert, ist man von einer Krankheit befallen: der so genannten Amongitis. Man muss international vergleichen, man muss Unterschiede aufzeigen.